# Грімієві
Грімієві (Grimmiaceae) — родина мохів порядку гріміальні (Grimmiales). Згідно з вебпорталом «The Plant List» родина вміщує 758 видів мохів у 19 родах. Грімієві ростуть у щільних подушках. Переважно ланцетне листя складаються з двох шарів клітин у багатьох видів. Майже завжди в листі є хлорофіловий кінчик, завдяки чому подушки цих мохів часто мерехтять сірим або срібним. Капсули мають від яйцеподібної до циліндричної форми. 
В основному грімієві віддають перевагу вапняковим породам. Однак є кілька видів, які ростуть на будівельному розчині, проникаючи у міста. Родина поширена по всьому світу в помірних зонах, включаючи високі гори. У тропіках ці мохи живуть лише у високих горах. Є хорошими колонізаторами голих, зазвичай сухих каменів, проте деякі види ростуть на вологих скелях уздовж водотоків і озер або в місцях просочування. Вони рідко населяють ґрунт і лише деякі види є епіфітами.

## Роди
- Aligrimmia R.S.Williams
- Bucklandiella Roiv.
- Codriophorus P.Beauv.
- Coscinodon Spreng.
- Coscinodontella R.S.Williams
- Dryptodon Brid.
- Gasterogrimmia (Schimp.) Buyss.
- Грімія (Grimmia) Hedw.
- Guembelia Hampe
- Indusiella Broth. & Müll.Hal.
- Jaffueliobryum Thér.
- Leucoperichaetium Magill
- Niphotrichum (Bedn.-Ochyra) Bedn.-Ochyra & Ochyra
- Orthogrimmia (Schimp.) Ochyra & Żarnowiec
- Racomitrium Brid.
- Schistidium Bruch & Schimp.
- Scouleria Hook.
- Streptocolea (I.Hagen) Ochyra & Żarnowiec
- Tridontium Hook.f.